# Bisdom Roraima
Het bisdom Roraima (Latijn: Dioecesis Roraimensis) is een rooms-katholiek bisdom met als zetel Boa Vista, hoofdstad van de staat Roraima, in Brazilië. Het bisdom is suffragaan aan het aartsbisdom Manaus.

## Geschiedenis
Het bisdom werd opgericht in 1934, als de apostolische administratie Rio Branco, uit delen van de territoriale abdij Nossa Senhora do Monserrate do Rio de Janeiro. Op 30 augustus 1944 werd het verheven tot territoriale prelatuur, en was suffragaan aan het aartsbisdom Belém do Pará. Op 16 februari 1952 wisselde het van kerkprovincie, en werd suffragaan aan het aartsbisdom Manaus. Op 29 april 1963 veranderde het van naam naar territoriale prelatuur Roraima, en op 16 oktober 1979 werd het verheven tot bisdom. 

## Parochies
Het bisdom had in 2020 een oppervlakte van 224.300 km2 en telde 605.761 inwoners waarvan 55,0% rooms-katholiek was.

## Bisschoppen
- Pedro Eggerath (13 mei 1921 - juli 1929)
- José Nepote-Fus (18 april 1952 - december 1965; apostolisch administrator sinds 7 augustus 1948)
- Servílio Conti (1 januari 1965 - 3 mei 1975)
- Aldo Mongiano (14 mei 1975 - 26 juni 1996)
- Apparecido José Dias (26 juni 1996 - 29 mei 2004)
- Roque Paloschi (18 mei 2005 - 14 oktober 2015)
- Mário Antônio da Silva (22 juni 2016 - 23 februari 2022)
- Evaristo Pascoal Spengler (25 januari 2023 - heden)

Manaus (aartsbisdom) · Alto Solimões · Borba · Coari · Itacoatiara (territoriale prelatuur) · Parintins · Roraima · São Gabriel da Cachoeira · Tefé (territoriale prelatuur)